# Analectele lui Confucius

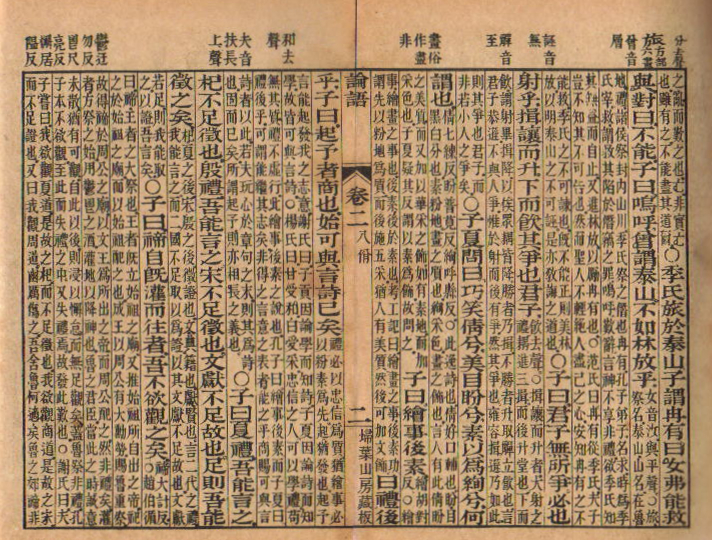
O pagină din Analecte

Analectele este numele unei colecții de scrieri atribuite lui Confucius și datate în „perioada Dinastiilor Războinice” (475 –221 î.Hr).
Numită și Învățăturile lui Confucius, cartea cuprinde preceptele marelui filozof chinez expuse sub forma a diverse dialoguri cu discipolii săi.
Lucrarea este considerată o scriere de bază a confucianismului și a exercitat o deosebită influență asupra modului de gândire din spațiul extrem-oriental.
Publicația The Guardian o consideră una dintre primele 10 cărți care au influențat omenirea.

## Citate
"Omul ințelept nu este un simplu vas sau o simplă unealtă, cu o singură întrebuințare."

"A citi și a studia fără a gândi este o deșertăciune; a gândi fără a citi sau fără a beneficia de călăuzirea maestrului, e periculos."

"Înțeleptul este împăcat și smerit. Omul de rând este orgolios și nu are pace în sufletul lui."